# 15507 Rengarajan
15507 Rengarajan eller 1999 RC166 är en asteroid i huvudbältet som upptäcktes den 9 september 1999 av LINEAR i Socorro County, New Mexico. Den är uppkallad efter Michelle Rengarajan.
Asteroiden har en diameter på ungefär 8 kilometer.